# Tirania purpurea
Tirania amarilla  es una especie de arbusto  y el único miembro del género monotípico Tirania, perteneciente a la familia Capparaceae. Es originaria de Vietnam.

## Taxonomía
Tirania purpurea fue descrita por Jean Baptiste Louis Pierre y publicado en Bulletin Mensuel de la Société Linnéenne de Paris 1: 657. 1887.